# Bragoto
Bragoto er en flod i det sydlige Tchad. Den er en biflod til Chari.